# الحسن بن محمد بن الحنفية
الحسن بن محمد بن الحنفية هو الحسن بن محمد بن علي بن أبي طالب بن عبد المطلب بن هاشم بن عبد مناف، فقيه وراوي للحديث من جيل التابعين. روى عن أبيه وجابر بن عبد الله وعبيد الله بن أبي رافع. له «كتاب الإرجاء»، وهو عبارة عن رسالة مفتوحة أمر بقراءتها علناً في الكوفة يعلن فيها مواقفه من الأحداث والفتن السياسية التي حدثت بعد وفاة النبي محمد ويرد فيها على من يسميهم «السبئية» (نسبة إلى عبد الله بن سبأ). وسميت الرسالة «كتاب الإرجاء»وقيل إن عبدالله [عبدالله بن محمد بن الحنفية ] أول من ألف شيئاً في الإرجاء . أنظر إلى كتاب سير أعلام النبلاء للذهبي المجلد الرابع صفحة ١٣٠ من الطبعة الثانية لأنه «أرجأ» فيها الحكم على عثمان بن عفان الخليفة الثالث وعلى جدّه علي الخليفة الرابع، بينما أعلن «تولّيه» لأبي بكر وعمر، وهذا الإرجاء يختلف عن عقيدة المرجئة التي تكونت فيما بعد حول الإيمان والعمل، وإن كان البعض ينسب ذلك الموقف خطأ إلى الحسن بن محمد. وقد روي أيضاً عن الحسن تحريمه لزواج المتعة كما يرد اسمه في إسناد حديث تحريم المتعة من قبل الرسول في غزوة خيبر.